# 지린성 (중화민국)

지린 성의 위치

지린성(중국어 정체자: 吉林省, 주음 부호: ㄐㄧˊ ㄌㄧㄣˊ ㄕㄥˇ, 한자음: 길림성)은 1912년부터 1948년까지 존재했던 중화민국의 성으로 성도는 지린시이며 면적은 72,675.93km2이다. 2개 시, 18개 현, 1개 기를 관할했다. 1931년부터 1945년까지는 만주국의 지배를 받았다.